# Kanton Évreux-Est
Der Kanton Évreux-Est war von 1982 bis 2015 ein französischer Wahlkreis im Arrondissement Évreux, im Département Eure und in der Region Haute-Normandie; sein Hauptort war Évreux, Vertreter im Generalrat des Départements war zuletzt von 2001 bis 2015 Anne Mansouret.
Der Kanton Évreux-Est war 75 km² groß und hatte 21.769 Einwohner (Stand: 2012).

## Gemeinden
Der Kanton bestand aus elf Gemeinden und einem Teil der Stadt Évreux:
| Gemeinde           | Einwohner | Code postal | Code Insee |
| ------------------ | --------- | ----------- | ---------- |
| Évreux             | 14.899    | 27000       | 27229      |
| Fauville           | 315       | 27930       | 27234      |
| Fontaine-sous-Jouy | 749       | 27120       | 27254      |
| Gauciel            | 422       | 27930       | 27280      |
| Huest              | 606       | 27930       | 27347      |
| Jouy-sur-Eure      | 545       | 27120       | 27358      |
| Miserey            | 473       | 27930       | 27410      |
| Saint-Vigor        | 271       | 27930       | 27611      |
| Sassey             | 178       | 27930       | 27615      |
| La Trinité         | 96        | 27930       | 27659      |
| Le Val-David       | 744       | 27120       | 27668      |
| Le Vieil-Évreux    | 757       | 27930       | 27684      |

Die Stadt Évreux selbst hatte 1999 insgesamt 51.198 Einwohner